# Willimantic
Pour l’article homonyme, voir Willimantic dans le Maine.
Willimantic est une census-designated place située dans les limites de Windham du comté de Windham au Connecticut (États-Unis). Lors du recensement de 2010, sa population s’élevait à 17 737 habitants.

## Histoire
La ville a bénéficié de l'installation d'une filature de coton, les Jillson Mills, en 1824.
Jusqu'à 1960, Willimantic était le siège du comté de Windham.

## Géographie

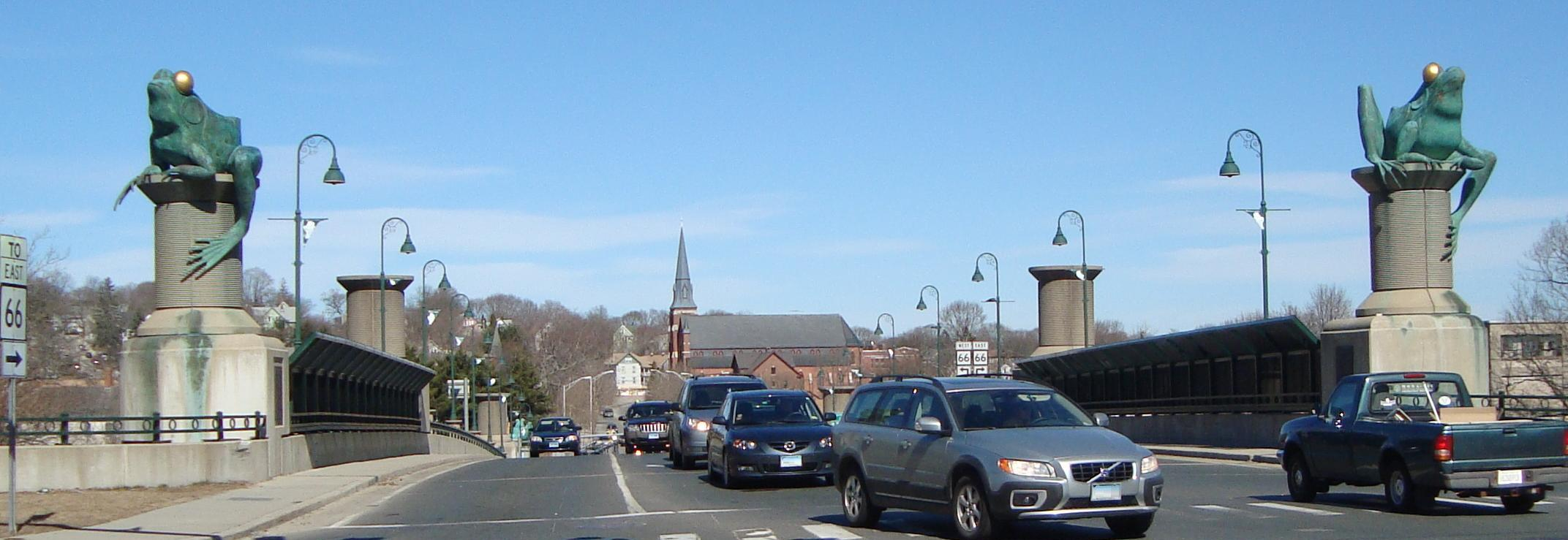
Vue d'un pont de Willimantic.

Selon le bureau du recensement des États-Unis, Willimantic a une superficie totale de 11,65 km2, dont 11,40 km2 de terre et 0,35 km2 d'eau (2,23 %).

## Personnalités liées à la ville
- Jules Jordan, né dans la ville en 1850.
- John Tormey, né dans la ville en 1937.
- Christopher Dodd, né dans la ville en 1944.